# Ренье Монферратский
Райнери (Ренье) Монферратский (1162, Пьемонт — 1183, Константинополь) — пятый сын Вильгельма V Старого и Ютты Бабенбергской. Был женат на Марии, дочери византийского императора Мануила I Комнина. Кесарь; убит во время борьбы за власть.

## Жизнь
Именно Мануил предложил брак своей дочери Марии Порфирородной с сыном Вильгельма V. Поскольку Конрад и Бонифаций уже были женаты, а Фридрих был священнослужителем, единственным подходящим сыном был младший, 17-летний Ренье. Византийский летописец Никита Хониат описывал его как красивого, белокурого (его волосы «сияли как солнце») и безбородого.
Ренье прибыл в Константинополь осенью 1179 года и вскоре после этого сопровождал Мануила в военном походе. Его брак с 27-летней Марией состоялся во Влахернской церкви в феврале 1180 года. Свадьба сопровождалась богатыми празднествами, в том числе играми на ипподроме в Константинополе, которые полностью описал патриарх Иерусалима Гийом Тирский, который случайно на них присутствовал. Ренье получил титул кесаря, был переименован в Иоанна, и (согласно некоторым западным источникам) получил Фессалоники, предположительно в качестве пронии. Мария была второй в очереди на трон, но лишилась его из-за рождения младшего сводного брата Алексея. Таким образом, Ренье оказался вовлечён в постоянную борьбу за византийский престол. Со смертью Мануила в сентябре 1180 года на трон взошёл Алексей II, который был ещё ребёнком, а его мать, императрица Мария, стала регентом. Императрица спровоцировала скандал, взяв протосеваста Алексея Комнина в любовники. Это, в сочетании с её пролатинскими взглядами, вызвало заговор с целью положить конец регентству (или, как некоторые описывают это, свергнуть императора) и передать власть Марии и Ренье. Заговор был раскрыт, а несколько заговорщиков арестованы. Мария и Ренье нашли убежище в соборе Святой Софии вместе с 150 своими последователями. Начались боевые действия, позже названные Священной войной, поскольку проходили в самой церкви. В конце концов, заговорщикам была предложена амнистия, чтобы прекратить конфликт.
Однако и император, и заговорщики вскоре стали жертвами другого узурпатора: двоюродный брат и соперник Мануила, Андроник Комнин, вернулся из ссылки при поддержке Марии и, что более важно, при поддержке армии. Переворот Андроника был ознаменован резней латинского населения. Вскоре после этого Мария умерла, предположительно, от яда: она, без сомнения, была потенциальной угрозой власти узурпатора. Ренье по всей видимости разделил её судьбу, хотя его смерть упомянута в очень немногих источниках.
Алексей II был вынужден признать Андроника своим соимператором, а затем был убит. Более поздние источники предполагают, что выживший старший брат Ренье, Бонифаций, предъявлял права на Фессалоники благодаря титулу своего покойного брата.